# Statuia Lupoaicei din Galați

Statuia Lupoaicei din Galați

Statuia Lupoaicei din Galați este un monument ridicat în fața Universității „Dunărea de Jos”, lângă Primăria Galați. 
Monumentul prezintă în partea superioară a soclului, înalt de 2,80 m, grupul statuar „Lupoaica” și cei doi frați gemeni, Romulus și Remus. Pe partea din față a soclului se găsește un altorelief cu bustul împăratului Traian, iar sub acesta o placă de bronz având inscripția „Romanae virtuti in Dacia redivivea sacrum. MCMXCV”.
Monumentul este o copie realizată de sculptorul Gheorghe Terescenco, în 1992, după Statuia Lupoaicei din București, la rândul ei copie a statuii Lupa Capitolina de la Roma. 